# The Witcher
The Witcher är ett actionrollspel utvecklat och utgivet av CD Projekt som släpptes år 2007. Spelet bygger på fantasyromanserien Sagan om häxkarlen av den polske författaren Andrzej Sapkowski. Spelet använder sig av en version av spelmotorn Aurora. Spelet har fått två uppföljare: The Witcher 2: Assassins of Kings och The Witcher 3: Wild Hunt.
I spelet tar man rollen som Geralt som är en slags häxkarl ("witcher" på engelska). Spelet börjar med att man vaknar med minnesförlust, och man ska sedan försöka ta reda på vem man är.